# فلورينهيم
فلورينهيم (بالفرنسية: Floringhem)‏ هي بلدية تقع في إقليم باد كاليه من منطقة نور با دو كاليه في شمال فرنسا. تبلغ مساحتها 4.65 (كم²)، وترتفع عن سطح البحر 107 م، يبلغ عدد سكانها 675 نسمة حسب إحصاء المعهد الوطني للإحصاء والدراسات الاقتصادية سنة 2009 م. وترأس Monique Edouart البلدية خلال فترة (2008-2014).